# Angelo Dell'Acqua
Angelo Dell'Acqua (* 9 de diciembre de 1903 - † 27 de agosto de 1972) fue un cardenal italiano de la Iglesia católica que se desempeñó como vicario general de Roma desde 1968 hasta su muerte.

## Biografía
Angelo Dell'Acqua nació en Milán, hijo de Giovanni Dell'Acqua y su esposa Josefina Varalli. Estudió en los seminarios de Monza y Milán (obteniendo un doctorado en teología en este último), y en la Pontificia Universidad Gregoriana de Roma, en dónde obtuvo un doctorado en derecho canónico. Después de recibir el diaconado el 19 de diciembre de 1925, Dell'Aqua fue ordenado sacerdote por el cardenal Eugenio Tosi, el 9 de mayo de 1926. Llevó a cabo su ministerio pastoral en Milán, siendo secretario privado del arzobispo desde 1928 hasta 1929. Después de terminar sus estudios en 1931, fue elevado al rango de Chamberlán Privado de Su Santidad el 19 de diciembre de ese mismo año. Dell'Acqua fue secretario de las delegaciones apostólicas en Turquía y Grecia desde 1931 hasta 1935. Posteriormente, trabajó como rector del Seminario Mayor de la diócesis de Roma hasta 1938, tiempo durante el cual fue nombrado prelado doméstico de Su Santidad el 15 de junio de 1936. 
En 1938, Dell'Acqua entró en la Curia Romana, como miembro del personal de la Secretaría de Estado de la Santa Sede. En 1950 fue nombrado subsecretario adjunto de la Congregación de Asuntos Eclesiásticos Extraordinarios. El 1 de noviembre de 1954, reemplazó a Giovanni Battista Montini como sustituto de la Secretaría de Estado, luego que Montini fuera nombrado arzobispo de Milán. 
El 14 de diciembre de 1958, Dell'Acqua fue nombrado arzobispo titular de Calcedonia por el Papa Juan XXIII. Recibió su consagración episcopal el 27 de diciembre de manos del Papa Juan XXIII. De 1962 a 1965, Dell'Acqua asistió al Concilio Vaticano II. 
El Papa Pablo VI lo creó cardenal presbítero de SS. Ambrogio e Carlo en el consistorio del 26 de junio de 1967, con antelación para el nombramiento de Dell'Acqua como el primer presidente de la Prefectura para los Asuntos Económicos de la Santa Sede el 23 de septiembre de ese mismo año. En 1968, Dell'Acqua fue nombrado vicario general de Roma y por lo tanto, responsable de la pastoral de la diócesis en nombre del obispo de Roma. Durante su vida, Dell'Acqua recibió varios doctorados honoris causa, de parte de la Universidad de Loyola, de la Universidad de Chicago y de la Universidad de Fordham. Él era también un amigo cercano del cardenal Giacomo Lercaro.
Dell'Acqua murió de un repentino ataque al corazón a la entrada de la Basílica del Rosario de Lourdes, durante una peregrinación, a los 68 años. Inicialmente, sus restos fue sepultados en la tumba de su familia en el cementerio de Sesto Calende, para luego ser trasladados en 1997, a la iglesia parroquial de Sesto Calende, dónde había sido ordenado sacerdote.

## Sitios externos
- Cardenales de la Santa Iglesia Romana
- Catholic-Hierarchy

| Predecesor: Guido Tonetti             | Arzobispo titular de Calcedonia 14 de diciembre de 1958 - 26 de junio de 1967                                            | Sucesor: Vacante          |
| Predecesor: Giovanni Battista Montini | Sustituto para Asuntos Generales de la Secretaría de Estado de la Santa Sede 17 de febrero de 1953 - 24 de junio de 1967 | Sucesor: Giovanni Benelli |
| Predecesor: -                         | Presidente de la Prefectura para los Asuntos Económicos de la Santa Sede 23 de septiembre de 1967 - 13 de enero de 1968  | Sucesor: Egidio Vagnozzi  |
| Predecesor: Luigi Traglia             | Cardenal vicario de Roma 13 de enero de 1968 - 27 de agosto de 1972                                                      | Sucesor: Ugo Poletti      |
| Predecesor: Benedetto Aloisi Masella  | Arcipreste de la Basílica Laterana 7 de noviembre de 1970 - 27 de agosto de 1972                                         | Sucesor: Ugo Poletti      |

- Datos: Q535834
- Multimedia: Angelo Dell'Acqua / Q535834